# Сен-П'єр (Мартиніка)
Сен-П'єр (фр. Saint-Pierre) — муніципалітет у Франції, в заморському департаменті Мартиніка. Населення — 4088 осіб (01.01.2021).
Муніципалітет розташований на відстані близько 7100 км на південний захід від Парижа, 19 км на північний захід від Фор-де-Франса.

## Історія
До 1902 р. Сен-П'єр був значним містом з населенням, яке перевищувало 26 тисяч людей. Місто було відоме за неформальною назвою «карибський Париж». Всі мешканці міста, за виключенням двох (за іншими даними трьох), загинули внаслідок вулканічного вибуху гори Пелє 8 травня 1902 року. Місто було незабаром відбудоване, але втратило колишнє значення, і його населення було набагато меншим.

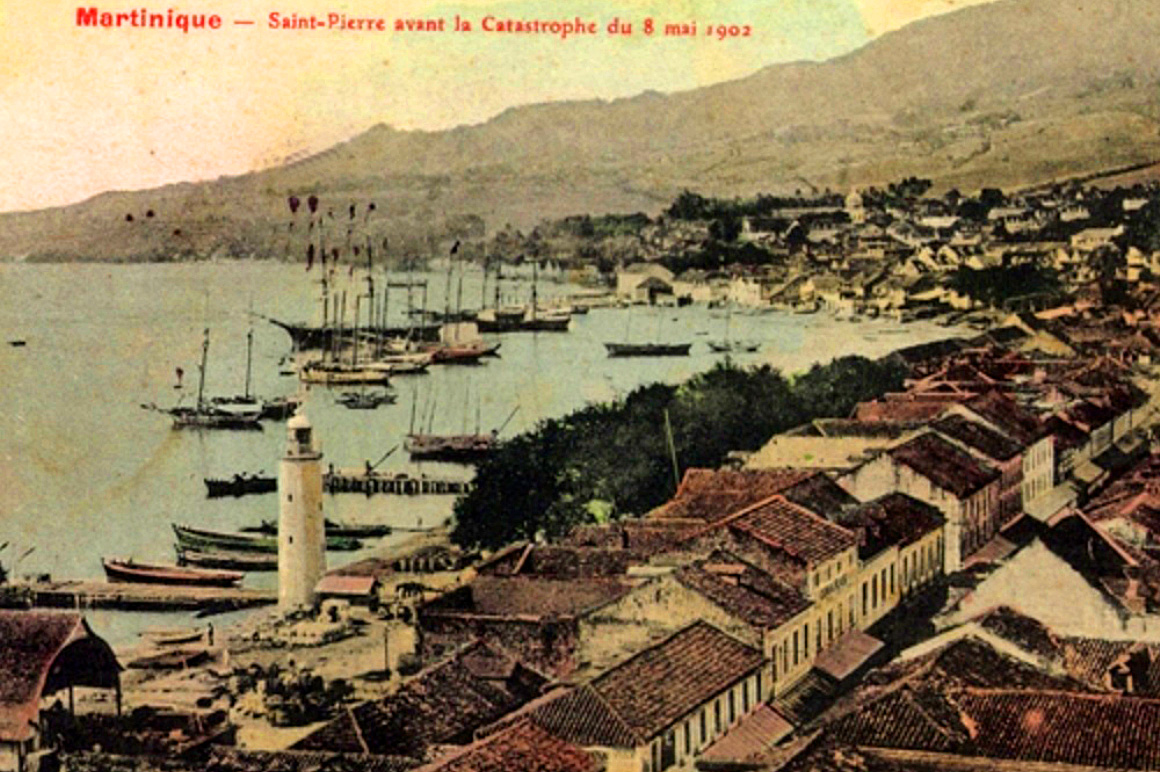
Сен-П'єр до катастрофи 8 травня 1902 року

## Демографія
Динаміка населення (INSEE  ):
Розподіл населення за віком та статтю (2006):
| Стать | Всього | До 15 років | 15-24 | 25-44 | 45-64 | 65-85 | Понад 85 |
| --- | ------ | ----------- | ----- | ----- | ----- | ----- | -------- |
| Чоловіки | 2117   | 471         | 274   | 529   | 456   | 351   | 36       |
| Жінки | 2459   | 488         | 278   | 653   | 508   | 456   | 76       |
| \| Статево-вікова піраміда \| Статево-вікова піраміда \| Статево-вікова піраміда \| \| ----------------------- \| ----------------------- \| ----------------------- \| \| Чоловіки \| Вік \| Жінки \| \| 36 \| 85 + \| 76 \| \| 56 \| 80-84 \| 69 \| \| 105 \| 75-79 \| 145 \| \| 93 \| 70-74 \| 117 \| \| 97 \| 65-69 \| 125 \| \| 77 \| 60-64 \| 85 \| \| 125 \| 55-59 \| 109 \| \| 141 \| 50-54 \| 173 \| \| 113 \| 45-49 \| 141 \| \| 129 \| 40-44 \| 149 \| \| 194 \| 35-39 \| 214 \| \| 121 \| 30-34 \| 165 \| \| 85 \| 25-29 \| 125 \| \| 121 \| 20-24 \| 117 \| \| 153 \| 15-20 \| 161 \| \| 181 \| 10-14 \| 194 \| \| 133 \| 5-9 \| 121 \| \| 157 \| 0-4 \| 173 \| |        |             |       |       |       |       |          |
| Статево-вікова піраміда |        |             |       |       |       |       |          |
| Чоловіки | Вік    | Жінки       |       |       |       |       |          |
| 36 | 85 +   | 76          |       |       |       |       |          |
| 56 | 80-84  | 69          |       |       |       |       |          |
| 105 | 75-79  | 145         |       |       |       |       |          |
| 93 | 70-74  | 117         |       |       |       |       |          |
| 97 | 65-69  | 125         |       |       |       |       |          |
| 77 | 60-64  | 85          |       |       |       |       |          |
| 125 | 55-59  | 109         |       |       |       |       |          |
| 141 | 50-54  | 173         |       |       |       |       |          |
| 113 | 45-49  | 141         |       |       |       |       |          |
| 129 | 40-44  | 149         |       |       |       |       |          |
| 194 | 35-39  | 214         |       |       |       |       |          |
| 121 | 30-34  | 165         |       |       |       |       |          |
| 85 | 25-29  | 125         |       |       |       |       |          |
| 121 | 20-24  | 117         |       |       |       |       |          |
| 153 | 15-20  | 161         |       |       |       |       |          |
| 181 | 10-14  | 194         |       |       |       |       |          |
| 133 | 5-9    | 121         |       |       |       |       |          |
| 157 | 0-4    | 173         |       |       |       |       |          |

## Економіка
2010 року серед 2742 осіб працездатного віку (15—64 років) 1764 були активними, 978 — неактивними (показник активності 64,3%, у 1999 році було 68,0%). З 1764 активних мешканців працювало 1287 осіб (675 чоловіків та 612 жінок), безробітними було 477 (210 чоловіків та 267 жінок). Серед 978 неактивних 363 особи були учнями чи студентами, 157 — пенсіонерами, 458 були неактивними з інших причин.
У 2010 році в муніципалітеті налічувалось 1764 оподатковані домогосподарства, у яких проживали 4223,5 особи, середній дохід становив 9507 євро на одну особу.

## Уродженці
- Емманюель Верміньйон (*1989) — відомий французький футболіст, воротар.